# Anna Ušeninová
Anna Ušeninová (ukrajinsky Анна Юріївна Ушеніна – Anna Jurijivna Ušenina, * 30. srpna 1985 Charkov) je ukrajinská šachistka, mistryně světa v šachu z roku 2012 a vítězka šachové olympiády žen s družstvem Ukrajiny z roku 2006.

## Tituly
V roce 2001 získala titul mezinárodní mistryně a v roce 2003 titul mezinárodní velmistryně. Titul mezinárodního mistra získala v roce 2007 a konečně po zisku titulu mistryně světa jí byl v roce 2012 udělen titul mezinárodní velmistr.

## Šachové olympiády žen
| Rok  | Olympiáda | Místo           | Deska | ELO  | body/ partie | pořadí na šachovnici | pořadí družstvo |
| 2006 | 37.       | Turín           | 4.    | 2397 | 7/10         | 9.                   | 1.              |
| 2008 | 38.       | Drážďany        | 3.    | 2496 | 6/9          | 6.                   | 2.              |
| 2010 | 39.       | Chanty-Mansijsk | 3.    | 2466 | 5/9          | 11.                  | 9.              |
| 2012 | 40.       | Istanbul        | 4.    | 2433 | 7/10         | 4.                   | 3.              |
| 2014 | 41.       | Tromsø          | 3.    | 2487 | 5,5/9        | 4.                   | 3.              |